# Антихрист (фільм)
«Анти́христ» (англ. Antichrist) — фільм Ларса Фон Трієра, прем'єра якого відбулася 18 травня 2009 року на Каннському кінофестивалі, де він був неоднозначно сприйнятий публікою та критиками.

## Сюжет
У центрі сюжету фільму сімейна пара, яка, через трагічні події, втратила єдину дитину, яка, залишившись без нагляду, випадково випала з вікна. 
Головні герої фільму — родина європейських інтелектуалів, імен яких у стрічці не називають. Героїня Шарлотти Генсбур — історик і письменниця, що пише дисертацію про полювання на відьом у середньовічній Європі. Мати, яка втратила сина, дуже важко переживає втрату, періодично впадаючи у важкі невротичні стани та глибоку депресію.  Герой Віллема Дефо (її чоловік) — психотерапевт.  Головний герой, розуміючи, що ліки не дають належних результатів, вирішує відвезти свою дружину в лісовий будиночок -- Едем , сподіваючись на те, що свіже повітря та усамітнення принесуть їй спокій, проте, дружина боїться його, як вогню. Саме там і розгортається основні події фільму. Головна героїня поступово проходить усі стадії прийняття втрати близької людини: шок, гнів, депресію та примирення. Проте хвороба заводить Жінку на манівці, і замість примирення, на неї та її Чоловіка очікує «скорбота», «біль» та «відчай» (так називаються і розділи у фільмі фон Трієра). Жінка втрачає контроль над своїми відчуттями, остаточно божеволіє і починає катувати саму себе і свого чоловіка. Коли Чоловік це розуміє, його цивілізованість відступає перед інстинктом самозбереження.
Фільм складається з таких частин:
- Пролог
- Біда
- Біль (Хаос править)
- Відчай (Мізогінія)
- Троє жебраків
- Епілог

## У ролях
- Віллем Дефо — Він
- Шарлотта Генсбур — Вона

|                           |  |  |
| Виконавці головних ролей. |  |  |

## Цікаві факти
- Фільм отримав 17 нагород та був номінований ще на 13, зокрема на Золоту пальмову гілку. Шарлотта Генсбур отримала приз Каннського кінофестивалю як найкраща актриса, а оператор фільму Ентоні Дод Мантл — нагороду Європейської кіноакадемії за свою роботу.

- У пролозі фільму звучить арія з опери «Рінальдо» Г. Ф. Генделя.

- Фільм присвячено Андрію Тарковському.

- Голос лиса належить Віллему Дефо.

- На фільм «Антихрист» було написано більше рецензій, ніж на усі попередні фільми Трієра разом узяті.

- За словами Фон Трієра, в основу образного змісту картини лягли його власні сни про жорстокість і секс[8].

- Під час показу в Каннах глядачі, серед яких були присутні кінокритики і журналісти, відкрито демонстрували свою неприязнь: відпускали їдкі коментарі з приводу фільму, голосно сміялися, викрикували й свистіли[8]. Під час прем'єрного показу щонайменше 4 особи знепритомніли.[9][7]

- Очолювана Ларсом фон Трієром компанія Zentropa заявила про запуск відеогри «Едем» за мотивами фільму «Антихрист»[10].

- «Я нічого не можу сказати в захист „Антихриста“… єдине — це моя абсолютна віра у фільм — найважливіший фільм у всій моїй кар'єрі», — зізнався Ларс фон Трієр відразу після провального показу[11]. Відомий невротик Ларс фон Трієр не раз зізнавався у власних душевних негараздах, які навіть потребували клінічного лікування. За словами режисера, головною метою цього фільму було вилікувати самого Трієра від депресії[12].

- Стрічка викликала бурхливе обговорення, викликане у першу чергу садистськими порнографічними сценами у ній. Екуменічне журі Каннського кінофестивалю, яке зазвичай відзначає фільми, що пропагують гуманістичні та загальнолюдські цінності, навіть дало «Антихристу» спеціальну антинагороду за мізогінію[13].

- Під час зйомок фільму Трієр відійшов від правил «Догми 95», скомбінувавши зйомки ручною камерою та новою цифровою камерою RED. Також у фільмі залучена комп'ютерна графіка, що дуже нетипово для Трієра.